# 帕维亚迪乌迪内
帕维亚迪乌迪内（義大利語：Pavia di Udine），是意大利乌迪内省的一个市镇。总面积34.58平方公里，人口5813人，人口密度168.1人/平方公里（2009年）。ISTAT代码为030074。